# 剛果河小棱鯡
剛果河小棱鯡為輻鰭魚綱鲱形目鲱科的其中一種，分布於非洲剛果河流域，體長可達6公分，棲息在淡水溪流。

## 擴展閱讀
維基物種上的相關：剛果河小棱鯡